# Floyd Smith
James Floyd Smith, född 17 oktober 1884 i Geneseo i Illinois, död 18 april 1956, var en amerikansk flygförare.
Han gifte sig 1907 med Hilder Youngber. Tillsammans med sin fru och Frank Shaw byggde han ett flygplan i Stanton i Kalifornien. Flygplanet flög första gången 1 juni 1912 med Floyd bakom kontrollerna. Efter att de installerat dubbelkommando i flygplanet flög Floyd och Hilder till Griffith Park i Los Angeles 19 juli. Han anställdes av Glenn Martin som testpilot och flyglärare. Vid invigningen av den nybyggda hamnen i Los Angeles 1914 skulle Martin genomföra en flyguppvisning. En av höjdpunkterna skulle vara ett fallskärmshopp med en kvinnlig fallskärmshoppare. Via Floyd tillfrågades Hilder. Hon kunde tänka sig ställa upp, trots att hon inte tidigare hoppat, men som betalning ville hon lära sig flyga. Martin lovade att ställa ett flygplan till förfogande om hennes man genomförde flyglektionerna. Som testpilot för Martin satte han 1915 tre höjdrekord med ett Martin S flygplan över San Diego. Två år senare genomförde han en av de första landningarna på ett hangarfartyg i North Island.
Efter att Hilder var nära att mista livet vid ett fallskärmshopp, började han fundera på dess konstruktion. Han förbättrade fallskärmen och ansökte om ett patent 1918. Den antogs som standardskärm av armén samma år. 1919 blev han chef för all fallskärmsproduktion vid McCook Field. Här genomfördes provhopp med experimentfallskärmar. Vissa hopp var från så låg höjd som 100 meter. Flera olika konstruktörers skärmar testades och ibland var det svårt att få fram vem som konstruerat en liten förbättring, men de flesta tillskrevs Floyd, och de övriga konstruktörerna tvingades betala royalty till Floyd Smith.
I början på 1920-talet inledde han ett samarbete med Russel Parachute Company i San Diego. Tillsammans med Cheney Silk Mills i Connecticut startade han Pioneer Parachute Company. Det nybildade företaget fick en order på 15 miljoner dollar från US Navy. Senare startade han tillsammans med sin son Prevost Smith Parachute Company i San Diego County, när Floyd avled 1956 ändrades namnet till Prevost Smith Parachute Co.
Floyd tilldelades Medal or Merit från Aero Club of America Medal or Merit.